# Khalaf ibn Abd al-Aziz al-Kabtawri
Abu-l-Qàssim Khàlaf ibn Abd-al-Aziz al-Ghafiqí al-Qabtawrí o, més senzillament, al-Qabtawrí (Qabtawra 1219 - Medina 1304) fou un poeta i escriptor andalusí nascut a l'illa de Qabtawra o Qabtura al Guadalquivir (moderna Isla Mayor, al sud de Sevilla). Fou cap de la cancelleria de l'emirat azàfida de Ceuta fins a la mort de l'emir Abu-l-Qàssim al-Azafí època en la qual va deixar abundants escrits epistolars. La seva poesia és considerada una concessió als gustos del seu temps.